# L'Enlèvement d'Europe (Jordaens)
Pour les articles homonymes, voir L'Enlèvement d'Europe.
L'Enlèvement d'Europe est un tableau réalisé en 1643 par Jacob Jordaens (1593-1678). Il est conservé au palais des Beaux-Arts de Lille. 

## Description
Le tableau représente Europe dans une scène plutôt pastorale. La gauche du tableau dépeint la nymphe entourée de ses suivantes nues se préparant à recevoir Jupiter qui a pris la forme d'un taureau blanc. Elle s'apprête à monter sur le dos du taureau blanc qui est couché avec douceur. La droite du tableau dépeint un troupeau de bœufs et de vaches menés par Mercure vu de dos tenant son caducée, avec un petit veau en premier plan. La présence de Jupiter est rappelée une seconde fois par Cupidon assis sur un aigle, attribut du dieu, que l'on remarque en haut du tableau, au-dessus de la cime des arbres, brandissant l’éclair et le cœur ardent, symboles de sa passion. 
Le sujet est un prétexte à l'évocation de la nature et de l'érotisme des corps féminins en harmonie avec la nature.

## Analyse
Jordaens interprète (comme avant lui le Titien) cet épisode mythologique en abandonnant tout caractère merveilleux et en ne donnant qu'une image paisible de scène pastorale. Aucune des compagnes d'Europe ne prête attention à la scène et elles continuent leurs jeux et leurs occupations. Jordaens s'est inspiré de la lecture bucolique d'Ovide dans ses Métamorphoses (II, 835-837).
Son précédent Enlèvement d'Europe (1615-1616) qui est conservé à la Gemäldegalerie de Berlin, est quant à lui plus érotique et s'apparente presque à une bacchanale.

## Expositions
Le tableau a été présenté au public parisien au cours de la rétrospective Jordaens qui s'est tenue au Petit Palais de septembre 2013 à janvier 2014.